# Persone di nome Raffaele/Politici
| Questa pagina contiene informazioni ricavate automaticamente dalle voci biografiche con l'ausilio del template Bio e di un bot. L'aggiornamento è periodico e automatico e ricostruisce completamente la pagina. Se manca una persona in questa lista, sei pregato di non aggiungerla, ma accertati piuttosto che la sua voce biografica contenga il template Bio e che i dati anagrafici siano correttamente compilati. Se il template Bio manca, inseriscilo tu stesso o, in alternativa, metti l'avviso {{tmp\|Bio}} che ne segnala la mancanza. Se i dati riportati sono sbagliati, correggi direttamente la voce biografica; le modifiche saranno visibili in questa lista entro pochi giorni. Per chiarimenti vedi il progetto antroponimi. La lista contiene solo le 72 persone che sono citate nell'enciclopedia e per le quali è stato implementato correttamente il template Bio. Pagina aggiornata al 22 lug 2025. |

Questa è una lista di persone presenti nell'enciclopedia che hanno il nome Raffaele e sono politici.

## A(2)
- Raffaele Allocca, politico italiano (Saviano, n. 1924 - † 1995)
- Raffaele Aurisicchio, politico italiano (Santa Paolina, n. 1953 - Santa Paolina, † 2024)

## B(4)
- Raffaele Baldassarre, politico italiano (Lecce, n. 1956 - Cavallino, † 2018)
- Raffaele Baratto, politico italiano (Pederobba, n. 1963)
- Raffaele Bruno, politico e regista teatrale italiano (Napoli, n. 1974)
- Raffaele Busacca dei Gallidoro, politico italiano (Palermo, n. 1810 - Roma, † 1893)

## C(11)
- Raffaele Calabrò, politico e medico italiano (Lucera, n. 1947)
- Raffaele Cananzi, politico italiano (Caulonia, n. 1939)
- Raffaele Caporali, politico italiano (Castel Frentano, n. 1868 - Roma, † 1957)
- Raffaele Cappelli, politico e diplomatico italiano (San Demetrio ne' Vestini, n. 1848 - Roma, † 1921)
- Raffaele Cassitto, politico italiano (Lucera, n. 1803 - Portici, † 1873)
- Raffaele Cervo, politico italiano (Caiazzo, n. 1923 - † 1993)
- Raffaele Chiarolanza, politico italiano (Piscinola, n. 1881 - Napoli, † 1969)
- Raffaello Colarusso, politico italiano (Palmi, n. 1854 - Palmi, † 1919)
- Raffaele Conforti, politico e patriota italiano (Calvanico, n. 1804 - Caserta, † 1880)
- Raffaele Costa, politico italiano (Mondovì, n. 1936)
- Raffaele Cotugno, politico e scrittore italiano (Ruvo di Puglia, n. 1860 - Ruvo di Puglia, † 1937)

## D(7)
- Raffaele De Nobili, politico italiano (La Spezia, n. 1827 - La Spezia, † 1884)
- Raffaele De Rosa, politico italiano (Pompei, n. 1978)
- Raffaele Delfino, politico italiano (Pescara, n. 1931 - Roma, † 2024)
- Lello Di Gioia, politico italiano (San Marco la Catola, n. 1951)
- Raffaele Di Nardo, politico italiano (Giugliano in Campania, n. 1917 - Roma, † 1984)
- Raffaele Di Primio, politico italiano (Agnone, n. 1918 - † 1994)
- Raffaele della Valle, politico e avvocato italiano (Acqui Terme, n. 1939)

## E(1)
- Raffaele Elia, politico italiano (Ancona, n. 1894 - † 1981)

## F(5)
- Raffaele Fantetti, politico italiano (Roma, n. 1966)
- Raffaele Faraggiana, politico italiano (Novara, n. 1841 - Novara, † 1911)
- Raffaele Farigu, politico italiano (Capoterra, n. 1934 - Cagliari, † 2018)
- Raffaele Fitto, politico italiano (Maglie, n. 1969)
- Raffaele Franco, politico italiano (Cervignano del Friuli, n. 1914 - † 1990)

## G(5)
- Raffaele Gadaleta, politico e operaio italiano (Ruvo di Puglia, n. 1922 - Ruvo di Puglia, † 2010)
- Raffaele Garzia, politico italiano (Cagliari, n. 1923 - Cagliari, † 2010)
- Raffaele Garzia, politico italiano (Sassari, n. 1807 - † 1896)
- Raffaele Gentile, politico italiano (Noto, n. 1943)
- Raffaele Giura Longo, politico e storico italiano (Matera, n. 1935 - Matera, † 2009)

## L(5)
- Raffaele Lanciano, politico, patriota e medico italiano (Orsogna, n. 1817 - Chieti, † 1898)
- Raffaele Lauro, politico e giornalista italiano (Sorrento, n. 1944)
- Raffaele Leone, politico italiano (Santeramo in Colle, n. 1909 - Roma, † 1967)
- Raffaele Lettieri, politico italiano (Stio, n. 1881 - † 1957)
- Raffaele Lombardo, politico italiano (Catania, n. 1950)

## M(6)
- Raffaele Mandelli, politico italiano
- Raffaele Mastrantuono, politico italiano (Napoli, n. 1943)
- Raffaele Mauro, politico italiano (Napoli, n. 1954)
- Raffaele Mautone, politico italiano (Marigliano, n. 1959)
- Raffaele Merloni, politico e avvocato italiano (Roma, n. 1907 - † 1967)
- Raffaele Mezzanotte, politico e magistrato italiano (Chieti, n. 1811 - Chieti, † 1879)

## N(2)
- Raffaele Nevi, politico italiano (Narni, n. 1973)
- Raffaele Numeroso, politico italiano (Lusciano, n. 1886 - Lusciano, † 1969)

## O(1)
- Raffaele Ottani, politico italiano (Bologna, n. 1886 - Bologna, † 1978)

## P(6)
- Raffaele Palizzolo, politico italiano (Termini Imerese, n. 1843 - † 1918)
- Raffaele Pastore, politico italiano (Spinazzola, n. 1881 - † 1969)
- Raffaele Pio Petrilli, politico italiano (Napoli, n. 1892 - Roma, † 1971)
- Raffaele Petti, politico italiano (Napoli, n. 1882 - Roma, † 1961)
- Raffaele Pezzullo, politico italiano (Frattamaggiore, n. 1896 - Frattamaggiore, † 1957)
- Raffaele Pucci, politico e medico italiano (Nocera Inferiore, n. 1906 - † 1959)

## R(6)
- Raffaele Ranucci, politico italiano (Roma, n. 1957)
- Raffaele Recca, politico italiano (San Severo, n. 1900 - San Severo, † 1954)
- Raffaele Rossi, politico italiano (Perugia, n. 1923 - Perugia, † 2010)
- Raffaele Rotiroti, politico italiano (Sant'Angelo dei Lombardi, n. 1935 - Roma, † 2002)
- Lello Russo, politico italiano (Pomigliano d'Arco, n. 1939)
- Raffaele Russo, politico e avvocato italiano (Sorrento, n. 1932 - † 2024)

## S(4)
- Raffaele Saggio, politico italiano (Patti, n. 1905 - † 1966)
- Raffaele Sciorilli Borrelli, politico italiano (Atessa, n. 1916 - Roma, † 2001)
- Raffaele Speranzon, politico italiano (Venezia, n. 1971)
- Raffaele Stancanelli, politico italiano (Regalbuto, n. 1950)

## T(5)
- Raffaele Tecce, politico italiano (Napoli, n. 1954)
- Raffaele Terranova, politico italiano (Cittanova, n. 1898 - † 1974)
- Raffaele Tiscar, politico e funzionario italiano (Bari, n. 1956 - Albese con Cassano, † 2021)
- Raffaele Topo, politico italiano (Villaricca, n. 1965)
- Raffaele Trano, politico italiano (Formia, n. 1979)

## V(2)
- Raffaele Verdicchio, politico italiano (Benevento, n. 1937 - Benevento, † 2020)
- Raffaele Volpi, politico italiano (Pavia, n. 1960)